# Rakousko na Zimních olympijských hrách 1964
Rakousko na Zimních olympijských hrách 1964 v Innsbrucku reprezentovalo 83 sportovců, z toho 69 mužů a 14 žen. Nejmladším účastníkem byla Ingrid Ostler (15 let, 297 dní), nejstarším pak Paul Aste (47 let, 62 dní). Reprezentanti vybojovali 12 medailí, z toho 4 zlaté 5 stříbrných a 3 bronzové.

## Medailisté
| Medaile | Jméno                                                      | Sport           | Disciplína         |
| ------- | ---------------------------------------------------------- | --------------- | ------------------ |
| Zlato   | Egon Zimmermann                                            | Alpské lyžování | sjezd - muži       |
| Zlato   | Pepi Stiegler                                              | Alpské lyžování | slalom - muži      |
| Zlato   | Christl Haasová                                            | Alpské lyžování | sjezd - ženy       |
| Zlato   | Josef Feistmantl Manfred Stengl                            | Saně            | dvojice - muži     |
| Stříbro | Karl Schranz                                               | Alpské lyžování | obří slalom - muži |
| Stříbro | Edith Zimmermann                                           | Alpské lyžování | sjezd - ženy       |
| Stříbro | Erwin Thaler Adolf Koxeder Josef Nairz Reinhold Durnthaler | Boby            | čtyřbob - muži     |
| Stříbro | Regine Heitzerová                                          | Krasobruslení   | jednotlivci - ženy |
| Stříbro | Reinhold Senn Helmut Thaler                                | Saně            | dvojice - muži     |
| Bronz   | Pepi Stiegler                                              | Alpské lyžování | obří slalom - muži |
| Bronz   | Traudl Hecher                                              | Alpské lyžování | sjezd - ženy       |
| Bronz   | Leni Thurnerová                                            | Saně            | jednotlivci - ženy |